# Championnat d'Italie féminin de rugby à XV de 2e division 2022-2023
Navigation
2023-2024
Le championnat de Serie A 2022-2023 oppose les 18 équipes féminines de deuxième division de rugby à XV du pays. Il résulte de la création du championnat Eccellenza (devenu ensuite Serie A Élite), une première division restreinte au format de poule unique.
Le championnat est programmé du 9 octobre au 2 avril. Il aurait dû compter vingt équipes, mais les Donne Etrusche et l'Amatori Terano ont déclaré forfait.

## Format
Les 18 équipes sont réparties en 3 poules géographiques de 6 équipes. Dans chaque poule, les équipes se rencontrent en matchs aller-retour. Les équipes qui terminent en tête de leur poule sont qualifiées pour les demi-finales ainsi que le meilleur deuxième.
Les équipes réserves ne sont pas autorisées à participer à la phase finale.
La finale est jouée sur un terrain neutre à définir.

## Liste des équipes en compétition
| Poule 1                 | Poule 2             | Poule 3                         |
| ----------------------- | ------------------- | ------------------------------- |
| Amatori & Union (Milan) | Calvisano           | All Reds (Rome)                 |
| Centurioni (Lumezzane)  | Forum Iulii (Udine) | Amatori Torre (Torre del Greco) |
| CUS Milano B            | Montebelluna        | Bisceglie                       |
| Lions Tortona           | Riviera             | Puma Bisenzio (Campi Bisenzio)  |
| San Mauro               | Romagna (Ravenne)   | Ragusa                          |
| Volvera                 | Valsugana B         | Spartan Queens (Montegranaro)   |

## Résultats et classement
Poule 1
| Rang | Club            | J  | V  | N | D | Bo | Bd | Pm  | Pe  | Diff | Pts |
| ---- | --------------- | -- | -- | - | - | -- | -- | --- | --- | ---- | --- |
| 1    | Volvera         | 10 | 10 | 0 | 0 | 8  | 0  | 378 | 82  | +296 | 48  |
| 2    | Centurioni      | 10 | 8  | 0 | 2 | 5  | 1  | 206 | 113 | +93  | 38  |
| 3    | Lions Tortona   | 10 | 6  | 0 | 4 | 4  | 3  | 163 | 136 | +27  | 31  |
| 4    | San Mauro       | 10 | 3  | 0 | 7 | 2  | 3  | 200 | 195 | +5   | 17  |
| 5    | CUS Milano B    | 10 | 2  | 0 | 8 | 0  | 0  | 126 | 194 | -68  | 7   |
| 6    | Amatori & Union | 10 | 1  | 0 | 9 | 0  | 1  | 57  | 410 | -353 | 5   |

Poule 2
| Rang | Club         | J  | V | N | D | Bo | Bd | Pm  | Pe  | Diff | Pts |
| ---- | ------------ | -- | - | - | - | -- | -- | --- | --- | ---- | --- |
| 1    | Valsugana B  | 10 | 9 | 1 | 0 | 8  | 0  | 390 | 74  | +316 | 46  |
| 2    | Calvisano    | 10 | 7 | 0 | 3 | 7  | 1  | 255 | 152 | +103 | 36  |
| 3    | Romagna      | 10 | 6 | 0 | 4 | 2  | 1  | 193 | 212 | -19  | 27  |
| 4    | Riviera      | 10 | 3 | 1 | 6 | 2  | 3  | 171 | 148 | +23  | 19  |
| 5    | Montebelluna | 10 | 3 | 0 | 7 | 0  | 2  | 105 | 196 | -91  | 14  |
| 6    | Forum Iulii  | 10 | 1 | 0 | 9 | 0  | 1  | 72  | 404 | -332 | 5   |

Poule 3
| Rang | Club           | J  | V | N | D | Bo | Bd | Pm  | Pe  | Diff | Pts |
| ---- | -------------- | -- | - | - | - | -- | -- | --- | --- | ---- | --- |
| 1    | Spartan Queens | 10 | 9 | 0 | 1 | 8  | 1  | 306 | 97  | +209 | 45  |
| 2    | Amatori Torre  | 10 | 8 | 0 | 2 | 7  | 1  | 283 | 87  | +196 | 40  |
| 3    | Puma Bisenzio  | 10 | 7 | 0 | 3 | 7  | 1  | 374 | 113 | +261 | 36  |
| 4    | All Reds       | 10 | 3 | 0 | 7 | 0  | 2  | 122 | 194 | -72  | 14  |
| 5    | Bisceglie      | 10 | 2 | 0 | 8 | 0  | 1  | 55  | 302 | -247 | 9   |
| 6    | Ragusa         | 10 | 1 | 0 | 9 | 0  | 1  | 61  | 408 | -347 | 5   |

### Phase finale
Les vainqueurs de poules et le meilleur deuxième sont qualifiés pour les demi-finales qui se jouent en matchs aller-retour. L'équipe classée première affronte le meilleur deuxième alors que la seconde affronte la troisième. Les deux premières équipes ont l'avantage de recevoir lors du match retour.
Vainqueur de la Poule 2, le Valsugana n'est pas qualifiable pour la phase finale car il s'agit d'une équipe réserve. Il est remplacé par l'équipe suivante au classement.
|  | Demi-finales   | Demi-finales  |         |          | Finale                                       | Finale                                       |
|  | Demi-finales   | Demi-finales  |         |          | Finale                                       | Finale                                       |
|  |                |               |         |          |                                              |                                              |
|  | 19 et 26 mars  | 19 et 26 mars |         |          | 2 avril, stade Venegoni-Marazzini, Parabiago | 2 avril, stade Venegoni-Marazzini, Parabiago |
|  | 19 et 26 mars  | 19 et 26 mars |         |          | 2 avril, stade Venegoni-Marazzini, Parabiago | 2 avril, stade Venegoni-Marazzini, Parabiago |
|  | Amatori Torre  | 5 \| 0        |         |          | 2 avril, stade Venegoni-Marazzini, Parabiago | 2 avril, stade Venegoni-Marazzini, Parabiago |
|  | Amatori Torre  | 5 \| 0        |         |          | 2 avril, stade Venegoni-Marazzini, Parabiago | 2 avril, stade Venegoni-Marazzini, Parabiago |
|  | Volvera        | 37 \| 28      |         |          | 2 avril, stade Venegoni-Marazzini, Parabiago | 2 avril, stade Venegoni-Marazzini, Parabiago |
|  | Volvera        | 37 \| 28      | Volvera | 17       |                                              |                                              |
|  | 19 et 26 mars  |               | Volvera | 17       |                                              |                                              |
|  |                | Calvisano     | 19      |          |                                              |                                              |
|  | Calvisano      | Calvisano     | 19      | 62 \| 29 |                                              |                                              |
|  | Calvisano      |               |         | 62 \| 29 |                                              |                                              |
|  | Spartan Queens | 12 \| 28      |         |          |                                              |                                              |
|  | Spartan Queens | 12 \| 28      |         |          |                                              |                                              |

## Finale
| 2 avril | Volvera | 17 - 19 (7 - 8) | Calvisano                                                                            | Stade Venegoni-Marazzini, Parabiago environ 500 spectateurs Arbitre : Clotilde Benvenuti |
| 2 avril | Essai(s) : 2 Tombolato (12e, 80e) Transformation(s) : 2 Marcuzzo Pénalité(s) : Marcuzzo (55e) Carton(s) jaune(s) : Aruzza (38e), Tombolato (49e) | Rapport         | Essai(s) : 2 Ghiurca (8e), Marzocchi (74e) Pénalité(s) : 3 Signorini (36e, 46e, 66e) | Stade Venegoni-Marazzini, Parabiago environ 500 spectateurs Arbitre : Clotilde Benvenuti |
| 2 avril | | Rapport         |                                                                                      | Stade Venegoni-Marazzini, Parabiago environ 500 spectateurs Arbitre : Clotilde Benvenuti |